# Vincent Lindon
Vincent Lindon er en fransk skuespiller, instruktør og manuskriptforfatter. Han er født 15. juli 1959 enten i Boulogne-sur-Mer eller i Boulogne-Billancourt.

## Filmografi

### Instruktør (kortfilm)
| År   | Film             |
| ---- | ---------------- |
| 2000 | Cyrano           |
| 2001 | Pas d'histoires! |

### Skuespiller
| År   | Film                             | Instruktør                       |
| ---- | -------------------------------- | -------------------------------- |
| 1984 | L'Addition                       | Denis Amar                       |
| 1984 | Notre histoire                   | Bertrand Blier                   |
| 1985 | Parole de flic                   | José Pinheiro                    |
| 1985 | 37°2 le matin                    | Jean-Jacques Beineix             |
| 1985 | Néo Polar                        |                                  |
| 1986 | Suivez mon regard                | Jean Curtelin                    |
| 1986 | Prunelles Blues                  | Jacques Otmezguine               |
| 1986 | Escort Girl                      | Bob Swaim                        |
| 1986 | Yiddish Connection               | Paul Boujenah                    |
| 1986 | Un homme amoureux                | Diane Kurys                      |
| 1987 | Dernier été à Tanger             | Alexandre Arcady                 |
| 1988 | Quelques jours avec moi          | Claude Sautet                    |
| 1988 | L'Étudiante                      | Claude Pinoteau                  |
| 1990 | Il y a des jours... et des lunes | Claude Lelouch                   |
| 1990 | La Baule-les-Pins                | Diane Kurys                      |
| 1990 | Gaspard et Robinson              | Tony Gatlif                      |
| 1990 | Netchaïev est de retour          | Jacques Deray                    |
| 1992 | La Belle Histoire                | Claude Lelouch                   |
| 1992 | La Crise                         | Coline Serreau                   |
| 1993 | Tout ça... pour ça !             | Claude Lelouch                   |
| 1993 | L'Irrésolu                       | Jean-Pierre Ronssin              |
| 1995 | La Haine                         | Mathieu Kassovitz                |
| 1996 | Le Jour du chien                 | Ricky Tognazzi                   |
| 1996 | Les Victimes                     | Patrick Grandperret              |
| 1996 | La Belle Verte                   | Coline Serreau                   |
| 1997 | Fred (film)                      | Pierre Jolivet                   |
| 1997 | Le Septième Ciel                 | Benoît Jacquot                   |
| 1998 | Paparazzi (film)                 | Alain Berbérian                  |
| 1998 | L'École de la chair              | Benoît Jacquot                   |
| 1998 | Belle Maman                      | Gabriel Aghion                   |
| 1998 | Pas de scandale                  | Benoît Jacquot                   |
| 1999 | Ma petite entreprise             | Pierre Jolivet                   |
| 2000 | Mercredi folle journée           | Pascal Thomas                    |
| 2001 | Chaos (film)                     | Coline Serreau                   |
| 2001 | Vendredi soir                    | Claire Denis                     |
| 2002 | Le Frère du guerrier             | Pierre Jolivet                   |
| 2002 | Filles uniques                   | Pierre Jolivet                   |
| 2003 | Le Coût de la vie                | Philippe Le Guay                 |
| 2003 | La confiance règne               | Étienne Chatiliez                |
| 2004 | La Moustache                     | Emmanuel Carrère                 |
| 2004 | L'Avion                          | Cédric Kahn                      |
| 2006 | Selon Charlie                    | Nicole Garcia                    |
| 2007 | Je crois que je l'aime           | Pierre Jolivet                   |
| 2007 | Ceux qui restent                 | Anne Le Ny                       |
| 2008 | Chasseurs de dragons             | Guillaume Ivernel et Arthur Qwak |
| 2008 | Mes amis, mes amours             | Lorraine Lévy                    |
| 2008 | Pour elle                        | Fred Cavayé                      |
| 2009 | Welcome (film)                   | Philippe Lioret                  |
| 2009 | Mademoiselle Chambon             | Stéphane Brizé                   |
| 2011 | La Permission de minuit          | Delphine Gleize                  |
| 2011 | Pater                            | Alain Cavalier                   |
| 2011 | Toutes nos envies                | Philippe Lioret                  |
| 2011 | Quelques heures de printemps     | Stéphane Brizé                   |

### Manuskriptforfatter
| År   | Film      |
| ---- | --------- |
| 1998 | Paparazzi |
| 2000 | Cyrano    |